# Потоки (підприємство)
Олієекстракційний завод «Потоки» — українське високоекологічне підприємство, що специфікується на переробці олійних культур. Засноване у 2016 році. 

## Історія та сьогодення
Олієекстракційний завод «Потоки» відкритий у лютому 2019 року в Дніпрі. Будівництво заводу тривало два роки і завершилося восени 2018 року. Будівельні роботи відбувалися на місці колишнього заводу залізобетонних виробів. 28 жовтня 2019 року на території заводу відбулася пожежа, в ході якої було пошкоджене складське приміщення та адміністративно-побутовий корпус.
Станом на кінець 2019 року, потужності підприємства розраховані на переробку 1,4 тис. тонн соняшника або 700 тонн сої на добу.
Завод має можливість здійснювати повністю замкнутий технологічний цикл по переробці олійних культур.
Підприємство оснащене обладнанням компаній ELICA ELEVATOR (Болгарія), Bühler (Швейцарія), Harburg-Freudenberger Maschinenbau GmbH (Німеччина), GEA (Німеччина), Alfa Laval (Швеція),  “Елеваторні системи” та АКІМ (Україна). Частина устаткування була вперше спроектована спеціально під виробничі потреби заводу.
Партнерами підприємства виступають компанії «Глобино», «АгроОвен», «Trouw Nutrition», «Inter-Edinstvo Holding».
На території заводу також будується теплоелектростанція, що працюватиме на біомасі, а саме шкаралупі соняшника, що продукується на олієекстракційному заводі.

## Продукція
Підприємство працює за класичним зразком олієекстракційних заводів. До переліку його продуктів входить олія, шрот протеїн, паливні гранули, соняшниковий фосфатидний концентрат.
Також підприємство розробило власний продукт - високопротеїновий соняшниковий концентрат, який може замінити соєвий шрот у кормах для свійських тварин та риб.
Розробкою нового продукту займалися фахівці виробничого дослідницького центру у співпраці з українськими державними науковими інституціями.  Вивченням рецепту концентрату також займатиметься голландський науково-дослідний інститут «Schothorst Feed Research». Окрім цього, компанія замовила ліцензовані рецептури для виготовлення спеціалізованих кормів для тварин. Відтак, тайський Bangkok Animal Research Center почав роботу над рецептурами кормів для свиней і курей, а норвезький Nofima AS – для риб.
Зі слів директора підприємства Євгена Ярового, цей продукт має перспективу стати затребуваним для українського та європейського ринку тваринних кормових добавок через високий вміст білку в такому концентраті.

### Технології
Технологія виробництва високопротеїнового соняшникового концентрату основана на здатності очищувати зерна соняшнику, залишаючи при цьому 2% лузги. Це досягається за рахунок спеціального пресувального обладнання та застосування технології низькотемпературної екстракції. За словами працівників заводу, такий алгоритм виробництва дозволяє зберегти більший вміст білка (50-52%).

## Структура власності
ТОВ «Потоки» входить до складу  корпорації “Алеф” що об'єднує різнопрофільні бізнеси, які працюють в сегменті девелопменту, виробництва будівельних матеріалів та аграрній сфері. Голова Ради корпорації "Алеф" - Вадим Єрмолаєв (посідає 64 місце у рейтингу 100 найбагатших українців 2018 року від ФОКУС). Заступник голови Ради корпорації Станіслав Віленський. Директором ТОВ «Потоки» є Євгеній Яровий.